# 仮面ライダースナック
仮面ライダースナック（かめんライダースナック）は、1971年から1973年1月までカルビー製菓（現・カルビー）が発売したスナック菓子。
特撮テレビドラマ『仮面ライダー』が本放送当時に「変身ブーム」を巻き起こすほどの人気番組となったこともあり、これを題材としたカード（仮面ライダーカード、ライダーカード）がおまけとして付属したことで、このスナック（に付属したカード）も社会現象になるほどの爆発的な人気を得た。本項では、この「ライダーカード」についても併わせて解説する。
そのほか、仮面ライダーシリーズに属する別作品に関連したスナック菓子についても、一部解説する。

## 概要
定価は1袋20円。日本が『仮面ライダー』によって変身ブームを迎えていた1971年末ごろ、東京地区で「カルビー 仮面ライダースナック」として販売が開始された。
翌1972年2月下旬には販売地域に広島地区（当時カルビー製菓の本社所在地は広島県広島市であった）と名古屋地区を追加し、同年3月下旬には「カルビースナック 仮面ライダー」と改名の上で、日本全国で新発売された。
小麦粉を原料とし、生姜風味の甘いコーティングの施された花形の焼き菓子で、パッケージや発売当時のCMには「かっぱえびせん姉妹品」と銘打たれていた。一部地域では中身がかっぱえびせんに変更されたこともあったが、すぐに元に戻った。
仮面ライダースナックをカルビーが手掛けたのは『仮面ライダー』の提供スポンサーだったからだが、これは創業者の松尾孝が同郷で、旧制広島一中の後輩でもある当時の東映常務だった岡田茂（のち社長）にスポンサーを薦められたのがきっかけである。
1973年2月10日、『仮面ライダー』が第98話をもって放映終了したため、スナックもそれに伴い販売を終了し、新番組『仮面ライダーV3』に対応した「カルビースナック 仮面ライダーV3」へと引き継がれた。販売終了直後に、カルビー製菓の本社も広島から東京へと移転している。
「仮面ライダースナック」の売上げは、1972年2月には1日100万袋を越え、カルビー社内のメモによると最終的には、15か月間で6億2000万袋に達した。平均すると当時の男子児童1人あたり、85袋購入した計算になる。金額換算で約87億円を売り上げたとする資料もある。

## 仮面ライダーカード
仮面ライダースナックには、1袋に1枚の「仮面ライダーカード」が付属していた。袋の中にカードが入っているのではなく、50袋入りのダンボール箱ごとに54 - 55枚のカードが同梱されており、購入時に手渡される形式だった。カード表面には仮面ライダー・怪人・劇中の場面などが、裏面には通しナンバーと表面の写真に関するデータが印刷されていた（例えば表面が怪人の写真ならば、その怪人の出身地などが書かれていた）。
カードは全546枚だが、同じ番号が振られていても細かな絵柄が異なるカードが存在する。
当時の子供たちの間では、仮面ライダースナックの発売前からブロマイドと呼ばれるヒーロー・アニメのキャラクターが印刷されたカードが流行していた。そういった背景もあり、「スナック菓子にライダーカードを付けて売る」というアイデアが生み出され、『プロ野球チップス』に代表されるカード付き菓子の先駆けとなった。カルビーによると、このアイデアは松尾雅彦の友人であった栗本慎一郎から提案されたものだという。
仮面ライダーカードは子供たちの間で大ブームとなったが、その背景にはいくつかの要因があった。

### 図鑑的要素
仮面ライダーカードは従来のブロマイドとは異なり、カード裏面にもキャラクターの解説などが記載されていることから「図鑑的要素」を盛り込んでいた。
怪人のデータなどはテレビ本編は殆ど言及されず、子供たちがそれらのデータを知るには『テレビマガジン』などの児童向け雑誌などを読む以外、手段がなかった。そんな時に登場した「仮面ライダースナック」は、まさにうってつけの存在だったのである。
仮面ライダーや怪人に関する劇中では公開されない設定が掲載された他、ゲルショッカーやショッカーライダーなどの情報はテレビ放映を何週間も先取りしており、最新情報源となっていた。カルビーは石森プロの版権スチール撮影を手がけていた、グループ・ナインと独自の契約を締結し、カードでしか見られない図版も多く提供された。
解説文は番組プロデューサーの阿部征司が執筆していた。

### ラッキーカードとアルバム
通常のカードと異なる「ラッキーカード」と呼ばれる、レアカードがある。これをカルビー製菓 ライダー係宛に送ると、カードを収納できる「仮面ライダーアルバム」をもらうことができるようになっており、ラッキーカードを求めて「仮面ライダースナック」を購入する者も多かった。
カード裏面には当初、通常のカードと異なり、「ラッキーカード」の文字とカードの説明、有効期限（ラッキーカード送付の締切）、カルビー製菓の宇都宮工場と広島工場の住所が書かれていた。
ラッキーカードはアルバムを入手するためにはカルビー製菓に送らなければならず、基本的に手元に残るものではないため、現存する物はコレクターが高値で取引するレア アイテムとなっている。例えば、No.73のカードは2013年4月の時点で、52万5000円の値がついていた。なお、ラッキーカードの返却を希望する子供が多かったため、後にカード裏に赤字で「S」のスタンプを押して返送されるようになった。
仮面ライダーアルバムは全10種類。初期の「豪華アルバム」は無地のビニール表紙にロゴがあしらわれたもので、色によっては「ゴールデン アルバム」「ホワイト アルバム」「ブラック アルバム」などと呼ばれている。後期のアルバムの表紙は紙製となり、仮面ライダーの写真やイラストが載せられていた。

### 異種カード
仮面ライダーカードの中には同じ番号が振られていても細部が異なるカードが全部で、52種類存在する。
差異の度合いは様々で、画像が全く異なる物。同じ画像でも、トリミングが異なる物。裏面の解説が異なる物などがある。こうした変化は再版による発行時期の差、各印刷所における作業の違いから生じている。

## 社会現象と問題
「仮面ライダースナック」の予想外の売上げに伴い、スナックを買った少年少女たちが、カードだけを取ってスナックを捨ててしまう等の事例が全国で報告された。こうした状況は保護者や教育関係者の目に留まり「ライダースナック投棄事件」として、社会問題にまで発展した。
カルビー側は「お菓子は残さず食べよう」という一文をスナックの袋に印刷して掲載し、梱包用のダンボール箱に「一人にたくさん売らないように御協力下さい」と小売店向けの指示書を仕込むなどの対策を採った。
漫画『ちびまる子ちゃん』には、この問題を扱ったエピソード「男子対女子 大戦争の巻」（原作単行本7巻、アニメ1990年10月7日放送分）がある。
平成仮面ライダーシリーズで数多くの作品で脚本を執筆した脚本家の井上敏樹は、「子供の頃に同じことをしていたが母親にバレて叱られた」と振り返っている。

## V3スナック
1973年2月『仮面ライダーV3』放映開始に合わせて発売された「カルビースナック 仮面ライダーV3」は「仮面ライダースナック」同様のカード入りスナックである。価格は1袋15円。
約2週間毎に平均 40種類のカードが供給されるテンポの速さは子供の収集能力を超えており、売り上げは低迷。テレビ放映中の1973年7月下旬に販売終了となり、新商品「プロ野球スナック」（後の「プロ野球チップス」）と「マジンガーZ スナック」に交替した。
V3カードは全460枚だが、後半の番号は発売地域や時期が限られていたため、コレクターの間でもその全貌は謎とされることがあった。
ラッキーカードはなく、カード アルバムは30円分の切手を工場に送ることで入手できた。特典としてはV3ポスターがもらえる「大当たりカード」が混入されていたが、ポスターは在庫過多に陥り、V3スナック終了後のマジンガーZ スナックのラッキーカードでも交換できる措置が取られた。

## 復刻仮面ライダーチップス
『カルビー スナック 仮面ライダー』のカードの内、№1〜216までを中身をうすしお味のポテトチップスに変更した上で、『復刻仮面ライダーチップス』として1999年に72枚ずつ3期に分けて復刻。2003年に№217以降のカードの販売を再開し、順次弾を重ねて546枚を復刻を完了した。2003年以降の後半シリーズでは旧製品の復刻カード以外に石ノ森章太郎画によるオリジナルイラストカード（OR1〜OR15）15枚を新規に制作した。

## 仮面ライダーV3チップス
2004年9月1日にセブン-イレブン限定で発売。放映当時に発売されていた物のダイジェスト版で全72種であった。復刻版仮面ライダーチップスに較べて入荷数は相当少なかった模様。

## 仮面ライダーチップスFINAL+
復刻版仮面ライダーチップスの後続として2006年8月6日からローソン限定で販売された。
疑似復刻カード547〜555の9枚と仮面ライダーチップスRへのカウントダウンの意味を込めた-001〜-009の9枚のカードを合わせた18枚のシリーズ。
詳細は講談社から発売された公式ガイドブックの『仮面ライダーチップスR完全図鑑』を参照されたい。

## 仮面ライダーチップスR
仮面ライダー35周年の2006年10月から2008年8月まで販売。6シリーズ合計999枚というプロ野球チップスのような年度別シリーズ以外では最大規模の枚数を要する商品となった。
従来同様のうすしお味のポテトチップス1袋に1枚のカードを付属し販売するのと並行して、カルビーが発売元、エンスカイが販売元で1パック9枚入り・300円、1BOX15パック入り・4500円で販売するという、カルビーとしては異例の販売方法も取られた。
エラーカードも3枚ありメーカーに送ると訂正カードが返送にて対応。
各弾毎に表面と裏面のデザインの違う専用のバインダーも発売された。
2008年9月に出版された『仮面ライダーチップスR完全大図鑑』公式ガイドブックにも5枚のカードが初版限定で付属。
また製品以外にも複数の雑誌（てれびくん、テレビマガジン、ハイパーホビー、フィギュア王、マガジンZ）と販売時期全般に渡りコラボしカルビーのロゴ入りの特製カードが付録として付けられた。
詳細は講談社から発売された公式ガイドブックの『仮面ライダーチップスR完全図鑑』参照されたい。

## シン・仮面ライダースナック
※ 下記記述の出典は右記を参照。。
2023年2月、劇場用長編特撮映画『シン・仮面ライダー』公開に先立ち、カルビーの公式ECサイト「カルビーマルシェ」にて限定発売。この映画は『仮面ライダー』のリブート的な側面のある作品ということもあり同作へのオマージュ的なタイアップが各種展開されたが、この菓子も「仮面ライダースナック」のオマージュとして外袋を原典に近づけつつ、仮面ライダーのイラストについては石森プロに所属する早瀬マサトが描いた『シン』版の1号ライダーが（シン版）サイクロン号に乗る姿が描かれた。中身のスナックについても原典スナックのレシピを基に形や味わいなどを可能な限り再現して封入している。
「シン・仮面ライダーチップス」（袋デザインは現代的なもの。中身も普通のしお味ポテトチップス）と共通となっており、『シン・仮面ライダー』の撮影中に撮り下ろした写真を使った全48種類のカードを完全収録・同梱し、カードコレクション用のアルバムも製作・同梱された。（こちらは原典とは異なり、正方形に近いサイズとなっている）。
販売は本来同月6日からの予定であったが限定発売されるサイトが上記1つだけだったことからアクセスが集中し、同日に一旦発売を休止。後日改めて販売再開日・販売方法を発表することとなった。
最終的に抽選漏れで買えなかったユーザーからの声もあり、予約受注販売に切り替えられた。

## シン・仮面ライダーチップス
第1弾は2023年2月6日から24都道県（北海道、青森県、岩手県、宮城県、秋田県、山形県、福島県、茨城県、栃木県、群馬県、埼玉県、千葉県、東京都、神奈川県、新潟県、富山県、石川県、福井県、山梨県、長野県、岐阜県、静岡県、愛知県、三重県）にて地域限定かつ数量限定で1袋カード2枚入りで126円ほどで一般販売された。
また「シン・仮面ライダースナック（30g×3個）カード48枚コンプリートセット・オリジナルカードアルバム付き」がカルビーマルシェ限定で5500円(税込み)で2月27日から予約受注販売された。
さらに、シン・仮面ライダーチップス付属カードと連動して同じ仕様の新規カードが劇場での入場者特典配布物の第1弾として、3月17日の最速公開から全国100万パック限定で1パック2枚入り全10種にて配布が開始された。
第1弾の好評もあり、入場者特典の第5弾から第7弾まで3週連続で同デザインのカードが配布物になった。カード配布第2回目（第5弾）は全国50万パック限定で1パック2枚入り全10種で配布され、第3回目（第6弾）は全国50万パック限定で1パック5枚入り全5種になり1回観るだけで全種揃えられるように改善された。第4回目（第7弾）は『シン・仮面ライダー』と『エヴァンゲリオン』シリーズのキャラクターでのコラボイラスト（『シン・エヴァンゲリオン劇場版』作画監督の浅野直之による描き下ろし）が用いられて全国100万パック限定で1パック1枚入り全5種が配布された。

2023/3/17〜第1弾 シン・仮面ライダー カード1 全10種(№49〜58)
2023/4/14〜第5弾 シン・仮面ライダー カード2 全10種(№59〜68)
2023/4/21〜第6弾 シン・仮面ライダー カード3 全5種(№117〜121)
2023/4/28〜第7弾 シン・仮面ライダーカードE 全5種(№122〜126)

## ライダーカードの復刻
ライダーブームを側面から支えたグッズの一つでもあり知名度も高いことから、展開が終息してからも何らかの商品や映像作品の「おまけ」として、何回か復刻されている。
1992年 - 東映ビデオより発売された「仮面ライダー パーフェクトLD-BOX」の特典として、546枚+異種3枚が「提供　カルビー製菓」の表記も含めて原寸大で復刻された。
1999年 - 菓子「仮面ライダーチップス」が発売された際、No.1からNo.72までが復刻された。その後、3期にわたってNo.216までが、2003年には3期にわたってNo.217からNo.546が復刻された。カードの大きさが当時のカードよりかなり大きくなっており、「エラーカード（異種カード）」や「ラッキーカード」も復刻され、「ラッキーカードを送るとアルバムがもらえる」、「『新カードコレクション』という市販のチップス内で復刻できなかったカードや新たに発見されたエラーカードを復刻したカードなどがセットにされたBOXがもらえる」キャンペーンも実施された。
公式のカードの種類には含まれていないながら、石ノ森章太郎画のイラストカード15種類（OR1〜OR15が2003年版の1〜3期に5枚ずつ製品に封入）とチェックリストカードとして9枚がハイパーホビー誌に3枚ずつ合計9枚が流通した（C1～C3：2003年12月号付録、C4～C6：2004年３月号付録、C7～C9：2004年５月号付録）。なお、C3には、写真の向きが逆なエラーカード訂正版もアリ。訂正版はハイパーホビー誌2004年5月号の付録に同梱。
仮面ライダーチップスカードが販売された翌年の2000年に講談社から『仮面ライダー LIMITED BOX』（税抜き13000円）が販売された。この製品内の一つとして放映当時のカルビー仮面ライダースナックカードが原寸大で復刻され同梱された。547枚+異種3枚はLD-BOX特典と同じ物であったが裏面のカルビー製菓の文字は消去されていて復刻版カードを区別する事が可能。BOX内に封入された申込み用紙で専用のコレクションカードバインダーが受注販売された。4×4のカードポケットで全カードが収納出来る。LIMITED BOXは2023年現在でも新古品問わず入手は難しくないが専用のコレクションカードバインダーはとても希少品である。製品に同梱が出来なかった事に対しユーザーの反感の声を予想してメーカー担当者が同梱によって高額な製品の価格が更に上がってしまうことを危惧し希望者のみに予約販売する方式にしたと商品内にて記載していた。
2016年 - 映画『仮面ライダー1号』の映画館入場者（先着80万名限定）にプレゼントされた「仮面ライダー 魂のトリプルパック!!」において、カルビー全面協力のもと仮面ライダーカードが復刻封入された。全4種類（S-1〜S-4）。
復刻されたのは「仮面ライダーカード」のフォーマット（裏面文章のフォント・紙の質感など）であり、カード自体の大きさは縮小されて小さくなっていた。写真自体は映画のスチールカットを用いた新撮画像。翌2017年に発売された本作品のセルソフトの初回封入特典として別途に制作されたS-5があった。
このほか、1998年に発売されたテレビゲームソフト『仮面ライダー (プレイステーション版)』の「デジタルカードモード」は、この商品のカードを元にしたコレクション要素が入っている。